# Katarzyna Karasińska
Katarzyna Karasińska (* 24. November 1982 in Wrocław) ist eine ehemalige polnische Skirennläuferin. Sie war auf die Disziplin Slalom spezialisiert, fuhr aber gelegentlich auch Riesenslalom- und Super-G-Rennen. Ihre größten Erfolge waren zwei Goldmedaillen beim Winter-Universiaden.

## Biografie
Im November 1997 bestritt Karasińska ihre ersten FIS-Rennen, im Januar 1999 folgten die ersten Einsätze im Europacup. Da sie sich auf ihr Sportstudium an der Universität Krakau konzentrierte, blieben größere Erfolge zunächst aus. Ihr Debüt im Weltcup hatte sie am 29. Dezember 2001 im Slalom von Lienz, wo sie im ersten Lauf jedoch ausschied. Das beste Ergebnis bei Juniorenweltmeisterschaften gelang ihr 2001 in Verbier mit Platz 16 im Slalom. Im selben Jahr folgte in St. Anton am Arlberg die erste von sechs Teilnahmen an Weltmeisterschaften. Ihren ersten von insgesamt fünf polnischen Meistertiteln errang sie im März 2001. In der Saison 2004/05 entschied Karasińska mit einem Sieg und drei zweiten Plätzen die Slalom-Disziplinenwertung des Europacups für sich. Am 9. Januar 2005 konnte sie die ersten Weltcuppunkte gewinnen, mit Platz 27 im Slalom von Santa Caterina.
Im Winter 2005/06 blieb Karasińska ohne zählbares Weltcupergebnis, konnte aber an den Olympischen Winterspielen 2006 in Turin teilnehmen, wo sie im Slalom den 30. Platz belegte. Ihre erfolgreichste Weltcupsaison hatte sie im Winter 2006/07 mit sechs Ergebnissen in den Punkterängen; dabei erzielte sie am 29. Dezember 2006 das beste Ergebnis ihrer Karriere mit dem zwölften Platz im Slalom von Simmering. In den folgenden Saisons verlor sie allmählich den Anschluss an die Weltspitze und klassierte sich nur noch sporadisch in den Punkterängen.
2007 gewann Karasińska an der Winter-Universiade in Bardonecchia die Goldmedaille im Slalom. Im Sommer 2009 nahm sie mit großem Erfolg am Australia New Zealand Cup teil. Sie gewann drei Rennen und klassierte sich vier weitere Male auf den Podestplätzen, wodurch sie die Gesamtwertung, die Slalomwertung und die Kombinationswertung für sich entschied. Ähnliches gelang ihr auch im Sommer 2010: Drei Siege und eine weitere Podestplatzierung reichten für den zweiten Gesamtrang und den Gewinn der Kombinationswertung. Bei der Winter-Universiade 2009 Harbin gewann sie die Goldmedaille im Slalom und die Bronzemedaille im Riesenslalom. Danach nahm Karasińska bis März 2012 regelmäßig an Europacup- und FIS-Rennen teil, bedeutende Erfolge blieben jedoch aus.

## Erfolge

### Olympische Spiele
- Turin 2006: 30. Slalom

### Weltmeisterschaften
- St. Anton 2001: 24. Slalom
- St. Moritz 2003: 33. Slalom
- Santa Caterina 2005: 16. Slalom
- Åre 2007: 21. Slalom
- Val-d’Isère 2009: 23. Slalom, 36. Riesenslalom
- Garmisch-Partenkirchen 2011: 27. Slalom, 48. Riesenslalom

### Weltcup
- 5 Platzierungen unter den besten 20

### Weltcupwertungen
| Saison  | Gesamt | Gesamt | Slalom | Slalom |
| Saison  | Platz  | Punkte | Punkte | Platz  |
| ------- | ------ | ------ | ------ | ------ |
| 2004/05 | 94.    | 14     | 41.    | 14     |
| 2006/07 | 68.    | 88     | 22.    | 88     |
| 2007/08 | 109.   | 12     | 49.    | 12     |
| 2008/09 | 121.   | 6      | 55.    | 6      |

### Europacup
- Saison 2004/05: 10. Gesamtwertung, 1. Slalomwertung
- 5 Podestplätze, davon 2 Siege:

| Datum            | Ort                    | Land        | Disziplin |
| ---------------- | ---------------------- | ----------- | --------- |
| 8. Januar 2005   | Leukerbad              | Schweiz     | Slalom    |
| 19. Februar 2006 | Garmisch-Partenkirchen | Deutschland | Slalom    |

### Australia New Zealand Cup
- Saison 2009: 1. Gesamtwertung, 1. Slalomwertung, 1. Kombinationswertung, 2. Super-G-Wertung, 6. Riesenslalomwertung
- Saison 2010: 2. Gesamtwertung, 1. Kombinationswertung, 2. Slalomwertung, 3. Super-G-Wertung
- 11 Podestplätze, davon 6 Siege

### Juniorenweltmeisterschaften
- Québec 2000: 35. Riesenslalom, 37. Super-G, 48. Abfahrt
- Verbier 2001: 16. Slalom
- Tarvisio 2002: 24. Slalom, 40. Riesenslalom

### Weitere Erfolge
- Universiade 2007 in Bardonecchia: Goldmedaille im Slalom
- Universiade 2009 in Harbin: Goldmedaille im Slalom und Bronzemedaille im Riesenslalom
- 5 polnische Meistertitel (Slalom 2001, 2004, 2006, 2008 und 2010)
- 17 Siege in FIS-Rennen